# Estación Los Tábanos
Los Tábanos era una estación de ferrocarril ubicada en la localidad homónima, departamento Vera, provincia de Santa Fe, Argentina

## Servicios
Era una de las estaciones intermedias del Ramal F del Ferrocarril General Belgrano.